# Non-heterosexual
Non-heterosexual (non-heterosexualitate, non-hetero, non-heteronormativ, queer) este un cuvânt pentru a descrie o orientare sexuală sau o identitate sexuală sau o practică sexuală non-normativă care nu este heterosexuală, monosexuală, cisgen sau persoanele care nu sunt exclusiv heterosexuale, cisgen, monogame sau cu o practică sexuală non-normativă pe întreaga perioadă sau parte a vieții indivizilor sau oricare dintre indivizii care nu respectă norma impusă, în general de normele sexuale, etice și morale ale societății. Specialiștii din domeniul taxonomiei sexuale nu includ în această categorie persoanele parafilice.   Multe persoane, între 4-60%, etichetate ca non-heterosexuale sunt considerate parte a comunității etichetate ca LGBTQIA+.  
Termenul ajută la definirea „conceptului de ceea ce este norma și modul în care un anumit grup este diferit de acea normă”. Non-heterosexual este utilizat în domeniile studiilor feministe și de gen, precum și în literatura academică generală pentru a ajuta la diferențierea dintre identitățile sexuale înnăscute, formate, alese, prescrise sau pur și simplu asumate, cu o înțelegere variabilă a implicațiilor acestor identități sexuale.     Termenul este asemănător cu cel queer, deși mai puțin încărcat politic și mai clinic; queer se referă în general la a fi non-normativ și non-heterosexual în același timp.   Unii consideră termenul ca fiind controversat și peiorativ, deoarece „etichetează oamenii împotriva normei percepute a heterosexualității, consolidând astfel heteronormativitatea”.  Alții spun că non-heterosexual este singurul termen util pentru menținerea coerenței în cercetare și se sugerează că „evidențiază un neajuns în limba noastră în jurul identității sexuale”. 

## Istoric
Multe persoane gay, lesbiene și bisexuale s-au născut în culturi și religii care stigmatizează, reprimă sau judecă negativ orice sexualitate care diferă de o identitate și orientare heterosexuală.   În plus, majoritatea heterosexualilor privesc în continuare actele non-heterosexuale ca dorințe sexuale tabu și neconvenționale și sunt în general ascunse în întregime sau mascate în diferite moduri.  Utilizarea expresiei non-heterosexal include orice persoană altele decât hetersexualii, precum gay, lesbiene și bisexuale.  Câteva exemple obișnuite includ iubitori de același sex, bărbați care fac sex cu bărbați (MSM), femei care fac sex cu femei (WSW), bi-curioși și Questioning (din en., cei care nu sunt siguri pe sexualitatea lor și experimentează).   Non-heterosexual este considerat un termen general mai bun decât homosexual, lesbianș și gay, LGBT sau queer pentru a fi mai neutru și fără bagajul sau discriminarea de gen care vine cu multe dintre alternative.  De exemplu, până în 1973, Asociația Psihologică Americană a enumerat homosexualitatea ca fiind o boală mentală și mai are încă conotații negative.

## Folosire
Eticheta non-heterosexual se găsește cu precădere în mediile de cercetare, eventual ca mijloc de a evita termenii considerați incorecte din punct de vedere politic, precum lesbiene, dyke, gay, bisexuali, etc.    Atunci când sunt folosiți de cei care nu se identifică ca LGB sau când sunt folosiți de persoane LGB în mod disprețuitor, termenii sunt considerați în general peiorativi, astfel încât non-heterosexual este un termen implicit și inofensiv, puțin probabil să ofenseze cititorii.  De exemplu, scara Kinsey poate fi împărțită între cei exclusiv heterosexuali și toți ceilalți.  Termenul a căpătat mai multă importanță în domeniul academic începând din anii 1980 și mai proeminent în anii '90 cu studii majore de identitate ale tinerilor non-heterosexuali și un număr mai mic de studii care privesc în mod special studenții non-heterosexuali. Non-heterosexual este de asemenea folosit pentru a cuprinde persoane transsexuale și intersexuale, deoarece, deși acestea sunt identități de gen și nu identități sexuale, acestea se află în cadrul comunităților LGBT și umbrelă.   În plus, non-heterosexual cuprinde o mare varietate de termeni folosiți de diferite culturi ai căror proprii termeni nu s-ar putea traduce niciodată într-o identitate homosexuală sau bisexuală; pentru cercetarea și extrapolarea datelor este un termen practic și acceptat. 
Taxonomia non-heterosexual și non-heterosexualitate sunt folosite și la studierea familiilor de lesbiene și gay și a structurilor familiale ale acestora.

## Critică
Utilizarea termenului „non-heterosexual” pentru a face referire la persoanele LGBTQ ca termen general, ar putea perpetua heterosexualitatea ca normă . 
Non-heterosexualitatea este adesea folosită pentru a descrie pe cei din comunitatea LGBTQIA cu identități non-cisgen. Acest lucru este considerat problematic, deoarece orientarea sexuală și identitatea de gen sunt diferite. Cu toate acestea, distincția dintre cele două este relativ modernă. Istoric „[persoanele transgen] au fost clasificate drept homosexuali de către toată lumea, inclusiv de medicii care s-au specializat în tratamentul lor, și abia în ultimii 50 de ani au fost teoretizați ca fiind diferiți în natură de homosexualitate”. Multe persoane încă nu reușesc să înțeleagă sau să facă distincția între minoritățile de gen și minoritățile sexuale. 

## Informații corelate
- Heterosexualitate
- Homosexualitate
- Orientare sexuală
- Demografia orientării sexuale